# Leucoloma thuretii
Leucoloma thuretii är en bladmossart som beskrevs av Bescherelle 1880. Leucoloma thuretii ingår i släktet Leucoloma och familjen Dicranaceae. Inga underarter finns listade i Catalogue of Life.